# Firth of Tay (Antarktika)
Der Firth of Tay ist ein Sund, der sich in nordwest-südöstlicher Richtung zwischen der Nordostseite der Dundee-Insel und dem östlichen Teil der Joinville-Insel  an der nordöstlichen Spitze der Antarktischen Halbinsel befindet. Im Nordwesten trifft er auf den Active-Sund, der die Trennung der beiden Inseln komplettiert.
Entdeckt wurde er von Thomas Robertson, Schiffsführer bei der Dundee Whaling Expedition (1892–1893). Robertson benannte den Sund nach dem gleichnamigen Fluss in Schottland.